# كوجيلزواران راج
كوجيلزواران راج (21 سبتمبر 1998 بكوالالمبور في ماليزيا - ) هو لاعب كرة قدم ماليزي في مركز الهجوم. شارك مع Malaysia Pahang Sports School ‏. أما مع النوادي، فقد لعب مع نادي بهانغ ‏ وHarimau Muda C ‏ وKuala Lumpur Football Association ‏.

## وصلات خارجية
- كوجيلزواران راج على موقع قاعدة بيانات كرة القدم.إي يو (الإنجليزية)
- كوجيلزواران راج على موقع Soccerway.com (الإنجليزية)